# Rory Stewart
Pour les articles homonymes, voir Stewart.
Roderick James Nugent Stewart, dit Rory Stewart, né le 3 janvier 1973 à Hong Kong, est un homme politique et écrivain britannique.

## Biographie
Rory Stewart étudie à Eton, avant de poursuivre ses études au Balliol College d'Oxford où il étudie l'histoire et les sciences politiques (PPE) et obtient un B.A. (licence).
Lors de son affectation au régiment Black Watch dans la British Army, il entre aux services diplomatiques britanniques.
À la suite des affectations au parti du Royaume-Uni en Indonésie, au Monténégro, Stewart sert enfin à Maysan en tant que lieutenant-gouverneur de la coalition militaire en Irak (2003-2004). Il a par ailleurs écrit sur ses voyages en Asie.
Membre du Parti conservateur, il fait son entrée au Parlement en 2010 en tant que député de Penrith & The Border dans le Cumbria. 
Élu en 2014 président du « Defence Select Committee » aux Communes, le premier ministre Cameron le nomme en 2015 sous-secrétaire d'État parlementaire à l’Environnement, à l'Alimentation et aux Affaires rurales.
Il est nommé en 2016 ministre d'État au Développement international par la Première ministre Theresa May. Il est ensuite ministre d'État à l’Afrique (2017-2018), aux Prisons (2018-2019) puis secrétaire d'État au Développement international (2019).
Candidat à l'élection à la direction du Parti conservateur britannique de 2019, il prône un Brexit « doux » avec un accord pouvant prévoir une union douanière. En effet, bien qu'il déclare avoir voté pour rester dans l'Union européenne, il juge nécessaire de se plier au résultat du référendum. Il est éliminé au troisième tour du vote des députés, après avoir obtenu le soutien de 27 députés du parti (sur 313). Il n’est pas reconduit dans le gouvernement Johnson.
Candidat indépendant aux élections municipales de 2020 à Londres, il déclare lors d'un entretien avec la revue Le Grand Continent : « Je voudrais essayer de faire que Londres demeure une des capitales de l’Europe. Je voudrais bâtir une alliance avec toutes les autres capitales européennes, car je vois Londres comme un moyen de nous garder plus étroitement liés à l’Union européenne. »

## Famille
D'ascendance de la petite noblesse écossaise, il est fils de Brian Stewart (en), militaire et diplomate écossais. Sa sœur est l'épouse d'Andrew Carver, fils aîné du marshal le baron Carver (en) (1915-2001).
En 2012, il se marie avec Shoshana Clark ; ils ont un fils.

## Distinctions
- Officier de l'ordre de l'Empire britannique (OBE, 2004)
- Membre de la Royal Society of Literature (FRSL, 2005)